# Soundtrack 1
Soundtrack #1 (사운드트랙 #1?, Sa-undeuteuraek #1LR) è una serie televisiva sudcoreana distribuito su Disney+ dal 23 marzo al 13 aprile 2022.
Un sequel indipendente, Soundtrack #2, è uscito nel 2023.

## Trama
Eun-soo e Seon-woo sono migliori amici da vent'anni, ma si conoscono meglio abitando nella stessa casa per due settimane, quando Eun-soo chiede aiuto a Seon-woo per scrivere il testo di una canzone d'amore per un compositore famoso.

## Personaggi e interpreti
- Han Seon-woo, interpretato da Park Hyung-sik
- Lee Eun-soo, interpretata da Han So-hee